# Milan Fiľo
Milan Fiľo (* 21. srpna 1967 Brezno) je slovenský podnikatel a filantrop.
Vysokoškolské studium absolvoval na Strojní fakultě Vysoké školy technické v Košicích, Katedra ekonomiky a řízení strojírenské výroby.
Po ukončení studia pracoval na Vysoké škole technické jako asistent. V letech 1992 - 1993 zastával Milan Fiľo funkci obchodního ředitele ve společnosti ECOLEDER, s.r.o. V letech 1993 - 1995 působil jako předseda představenstva společnosti FK Invest, a.s. a v letech 1994 a 1995 i jako generální ředitel společnosti ORE TRADE, s.r.o. Od roku 1995 do roku 2016 byl předsedou představenstva a prezidentem akciové společnosti ECO-INVEST, následne předsedou představenstva a prezidentem společnosti ECO-INVESTMENT, a.s.
ECO-INVESTMENT, a.s. je česko-slovenský průmyslově-investiční holding, který pokrývá dlouhodobé investice v rámci celé Evropy. Hlavními oblastmi investic jsou výroba celulózy a papíru, energetika, zpracování masa, reality a telekomunikace. Od jeho založení je holding přítomen ve více charitativních projektech v oblasti zdravotnictví, vzdělání, kultury a sportu.
Milan Fiľo je docentem na Strojnícké fakultě Technické univerzity v Košicích, kde také úspěšně absolvoval dizertační zkoušku a získal titul PhD. v oblasti průmyslového hluku. V červnu roku 2007 mu Pedagogická fakulta Katolické univerzity v Ružomberku udělila titul docent. V roce 2006 mu byl udělen titul Doctor honoris causa za filantropii a boj proti AIDS v rozvojových zemích na Vysoké škole zdravotnictví a sociální práce sv. Alžběty v Bratislavě.
V roce 2018 byl vyznamenán českým prezidentem Milošem Zemanem Medailí Za zásluhy o český stát v oblasti umění coby jeho mecenáš.